# Lista orașelor din Luxemburg

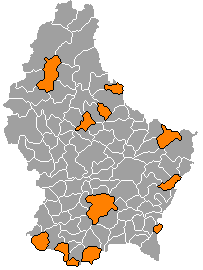
Oraşele luxemburgheze sunt indicate pe harta Luxemburgului în portocaliu.

Această pagină este o listă de orașe din Luxemburg.
- Diekirch
- Differdange
- Dudelange
- Echternach
- Esch-sur-Alzette
- Ettelbruck
- Grevenmacher
- Luxemburg
- Remich
- Rumelange
- Vianden
- Wiltz